# Флаг Нерехтского района
Флаг муниципального района «Город Не́рехта и Не́рехтский район» Костромской области Российской Федерации утверждён решением Собрания депутатов муниципального района город Нерехта и Нерехтского района от 21 марта 2007 года № 224.

## Описание
Представляет собой прямоугольное жёлтое полотнище с отношением ширины к длине 2:3, несущее чёрное изображение раковин из герба района и вдоль древка — голубую полосу в ¼ полотнища.

## Обоснование символики
Разработан с учётом герба района, за основу которого взят исторический герб уездного города Нерехты Костромской губернии Костромского наместничества, Высочайше утверждённый 29 марта (9 апреля) 1779 года, подлинное описание которого гласит:

«Въ 1-й части щита, часть герба Костромского: въ голубомъ полѣ, корма галерная съ тремя фонарями и съ опущенными лѣстницами — въ голубом полѣ. Во 2-й части — в золотомъ полѣ, двѣ черныя раковины улитки, означающая двѣ рѣчки, находящееся около сего города, изобилуюшия оными».
— 
Город Нерехта, центр одноимённого района, имеет богатую историю. Первое официальное упоминание о Нерехте датируется 1214 годом в «Летописце» Переславль-Суздальского монастыря, однако город, удобно расположенный у впадения Нерехты в Солоницу, заселялся славянами уже в X веке.
В XIV—XVIII веках Нерехта является центром солеварения. С XVIII века здесь развиваются иконопись, сапожное, серебряное, льнополотняное ремёсла. В 1761 году в городе основана первая полотняная фабрика.
Несмотря на богатую историческими событиями жизнь города Нерехты, всё же мотивом для составления герба городу Нерехте в 1779 году послужило именно географическое расположение города: две раковины улитки аллегорически показывают две реки — Нерехту и Солоницу.
Раковины улитки имеют в геральдике следующий смысл: «Блажен тот, кто во всём есть предосторожен».
Жёлтый цвет (золото) символизирует высшую ценность, величие, прочность, силу, великодушие. Вместе с этим, золото — это цвет солнца, зерна, плодородия.
Чёрный цвет символизирует благоразумие, мудрость, скромность, честность, вечность бытия.
Синий цвет (лазурь) символизирует честь, благородство, духовность; на флаге лазурь подчёркивает принадлежность района Костромской области.